# Tacloban
Thành phố Tacloban (tiếng Filipino: Lungsod ng Tacloban, tiếng Waray-Waray: Siudad han Tacloban) là thành phố cảng cách khoảng 560 km về phía đông nam Manila. Đây là thủ phủ và là thành phố lớn nhất theo số dân của tỉnh Leyte, Philippines. Đây là thành phố đầu tiên trở thành "thành phố đô thị hóa cao độ" và cũng là thành phố đông dân nhất của vùng Đông Visayas.
Thành phố này bị tàn phá nặng nề trong cơn bão Haiyan vào tháng 11 năm 2013.

## Hành chính
Thành phố được chia làm 138 barangay, mỗi barangay có chính quyền riêng.
| - Barangay 2 - Nula-tula (Bgys. 3 & 3A) - Libertad (Barangays 1 & 4) - Barangay 5 - Barangay 6 - Barangay 6-A - Barangay 7 - Barangay 8 - Barangay 100 (San Roque) - Barangay 101 (New Kawayan) - Barangay 102 (Old Kawayan) - Barangay 103 (Palanog) - Barangay 103-A (San Paglaum) - Barangay 104 (Salvacion) - Barangay 105 (Suhi) - Barangay 106 (Santo Niño - Barangay 108 (Tagapuro) - Barangay 12 - Barangay 13 - Barangay 14 - Barangay 15 - Barangay 16 - Barangay 17 - Barangay 18 - Barangay 19 - Barangay 20 - Barangay 21 - Barangay 21-A - Barangay 22 - Barangay 23 - Barangay 24 - Barangay 25 - Barangay 26 - Barangay 27 | - Barangay 28 - Barangay 29 - Barangay 30 - Barangay 31 - Barangay 32 - Barangay 33 - Barangay 34 - Barangay 35 - Barangay 35-A - Barangay 36 - Barangay 37 - Barangay 37-A - Barangay 38 - Barangay 39 - Barangay 40 - Barangay 41 - Barangay 42 - Barangay 43 - Barangay 43-A - Barangay 43-B - Barangay 44 - Barangay 44-A - Barangay 45 - Barangay 46 - Barangay 47 - Barangay 48 - Barangay 49 - Barangay 50 - Barangay 50-A - Barangay 50-B - Barangay 51 - Barangay 52 - Barangay 53 - Barangay 54 - El Reposo (Barangays 55 & 55 | - Barangay 56 - Barangay 57 - Barangay 58 - Barangay 59 - Barangay 60 - Barangay 60-A - Barangay 61 - Barangay 62 - Barangay 63 - Barangay 64 - Barangay 65 - Barangay 66 - Barangay 66 Anibong - Barangay 67 Anibong - Barangay 68 Anibong - Barangay 69 - Barangay 70 - Barangay 71 - Barangay 72 - Barangay 73 - Barangay 74 (Lower Nulatula) - Barangay 75 (Fatima Village) - Barangay 76 (Fatima Village) - Barangay 77 (Fatima Village) - Barangay 78 (Marasbaras) - Barangay 79 (Marasbaras) - Barangay 80 (Marasbaras) - Barangay 81 (Marasbaras) - Barangay 82 (Marasbaras) - Barangay 83 (San Jose) - Barangay 83-A (San Jose) - Barangay 84 (San Jose) - Barangay 85 (San Jose) - Barangay 86 - Barangay 87 | - Barangay 88 - Barangay 89 - Barangay 90 (San Jose) - Barangay 91 (Abucay) - Barangay 92 (Apitong) - Barangay 93 (Bagacay) - Barangay 94 (Tigbao) - Barangay 95 (Caibaan) - Barangay 96 (Calanipawan) - Barangay 97 (Cabalawan) - Barangay 98 (Camansinay) - Barangay 99 (Diit) - Barangay 109 (V & G Subd.) - Barangay 109-A - Barangay 110 (Utap) - Barangay 5-A - Barangay 36-A - Barangay 42-A - Barangay 48-A - Barangay 48-B - Barangay 51-A - Barangay 54-A - Barangay 56-A - Barangay 59-A - Barangay 59-B - Barangay 62-A - Barangay 62-B - Barangay 83-B - Barangay 83-C (San Jose) - Barangay 95-A (Caibaan) - Barangay 8-A - Barangay 23-A - Barangay 94-A |

## Thị trưởng
- Ildefonso Cinco
- Artemio Mate
- Antonio Jaro
- Filomeno Arteche (1971–1976)
- Obdulia Cinco (1976–1986)
- Emmanuel Veloso (1986–1988)
- Uldarico "Daric" M. Mate (1988–1998)
- Alfredo "Bejo" T. Romualdez (1998–2007)
- Alfred S. Romualdez (2007–nay)

## Hình ảnh

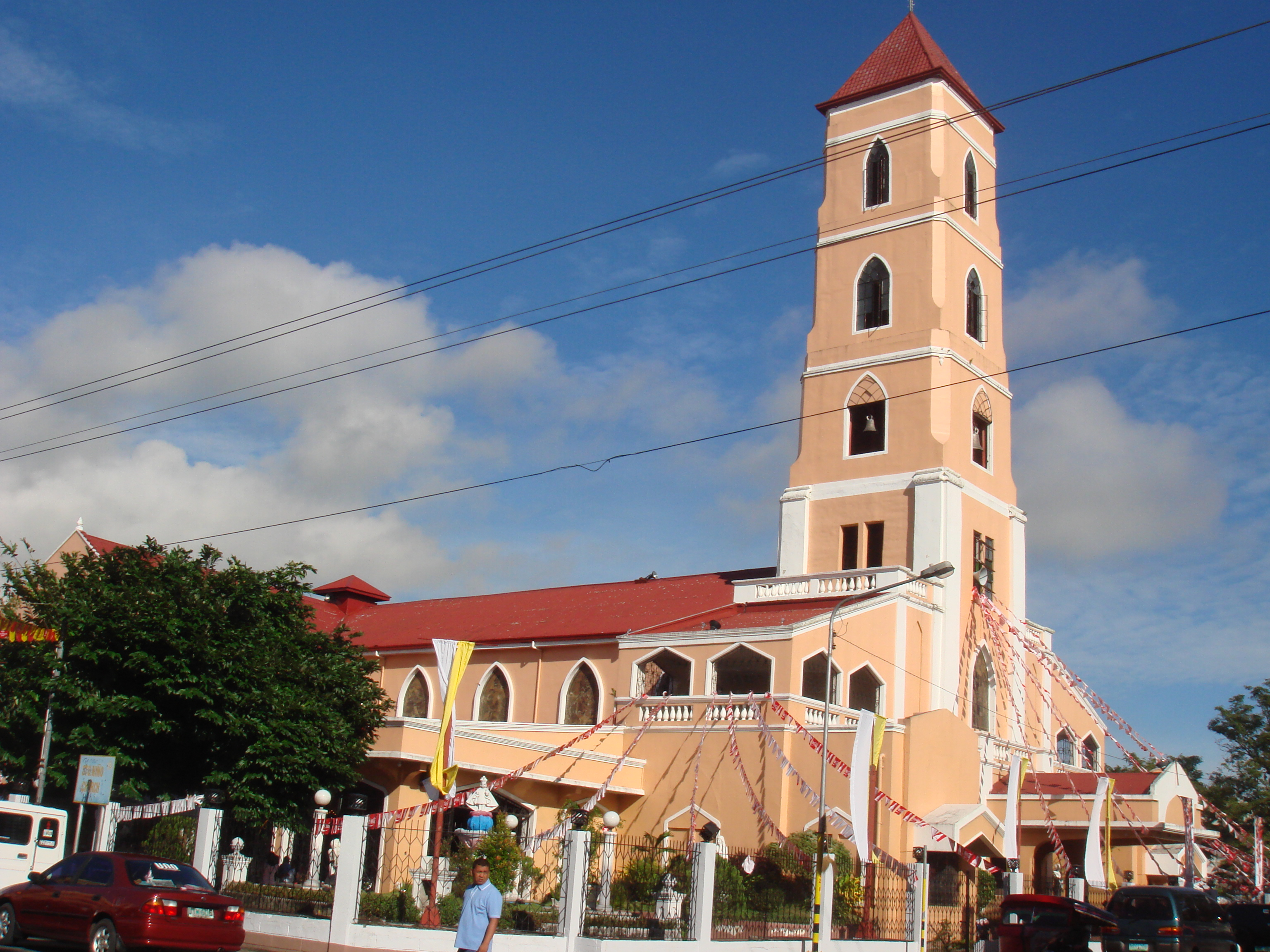
Nhà thờ Sto. Niño
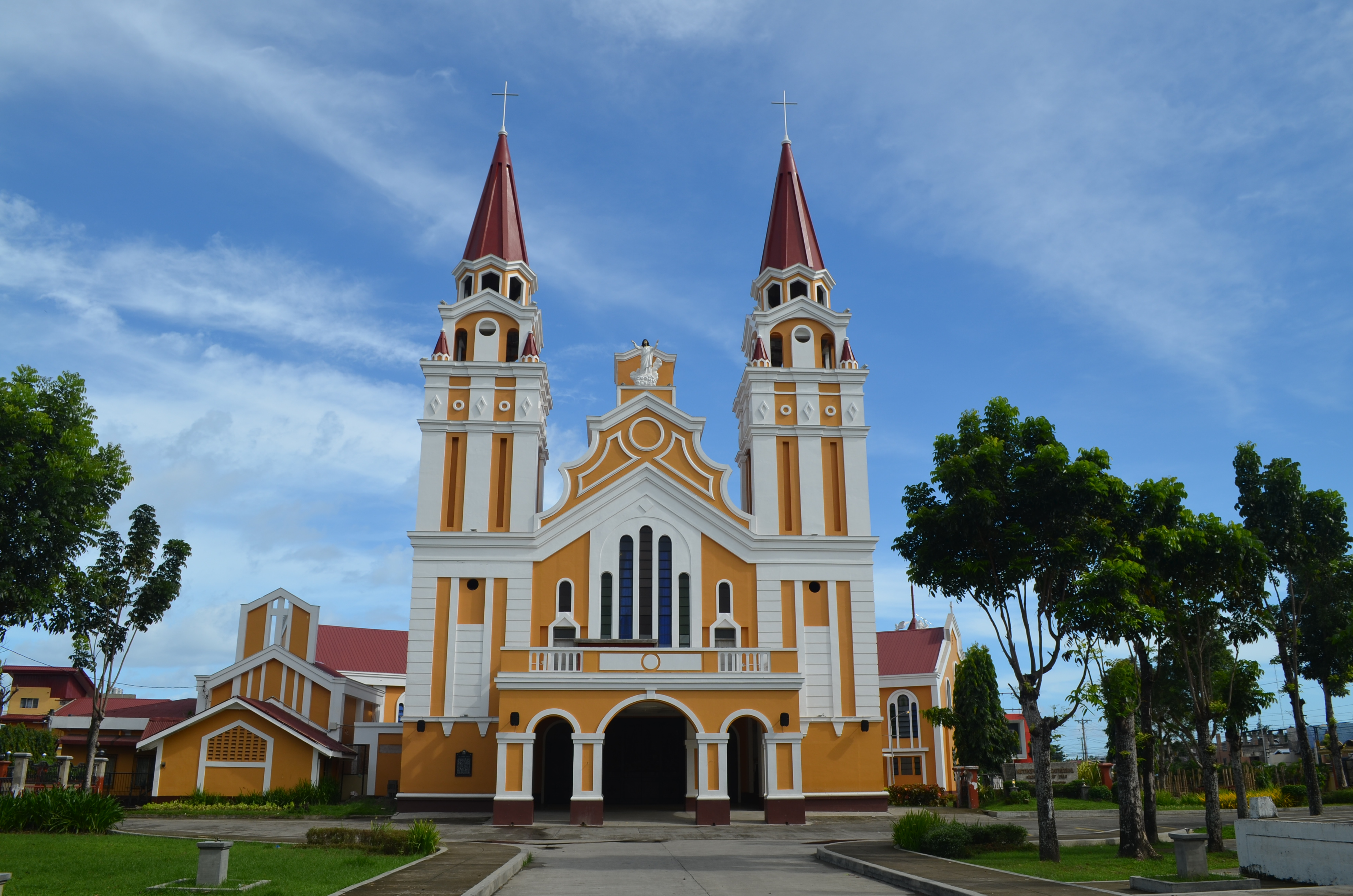
Nhà thờ lớn Palo Cathedral